# Nazionale maschile di pallanuoto dell'Irlanda
La nazionale di pallanuoto maschile dell'Irlanda è la rappresentativa irlandese nelle competizioni internazionali maschili di pallanuoto. È gestita dalla Swim Ireland, la federazione che regola gli sport acquatici in Irlanda ed Irlanda del Nord, e dalla Irish Water Polo Association, fondata nel 1964.
La nazionale ha partecipato a due Olimpiadi e due Europei, senza mai conquistare risultati di prestigio.

## Risultati
Olimpiadi
- 1924 9°
- 1928 14°

Europei
- 1966 15º
- 1970 15º
- 2007 (Europeo B) 12º

## Formazioni
Giochi olimpici - Parigi 1924Barrett · Beckett · Brady · Convery · Fagan · M. O'Connor · Purcell · Judd · J. O'Connor, CT: -
Giochi olimpici - Amsterdam 1928Dockrell · Fagan · Judd · McClure · Moore · J. O'Connor · M. O'Connor · Brady · Ellerker, CT: -